# 19.99
19.99 es el álbum debut de 1998 del dúo de hip-hop judío estadounidense M.O.T. (Members of the Tribe), que estaba formado por Hillel Tigay (Dr. Dreidel) y Andrew Rosenthal (Ice Berg). Tigay y Rosenthal concibieron el grupo y el álbum como una incursión judía legítima en los pasos de grupos como los Beastie Boys, pero los críticos en general se negaron a tomar el álbum en serio, en lugar de eso lo caracterizaron como una parodia y escribieron reseñas de manera bastante positiva como tal. 19,99 fue un fracaso comercial; más tarde, Tigay dejaría el dúo y se uniría a la congregación IKAR de Los Ángeles algún tiempo después.

## Antecedentes
Hillel Tigay y Andrew Rosenthal se conocieron a finales de los 80, más de nueve años antes de lanzar su primer álbum como M.O.T., y se reunieron para desayunar con un amigo en común. Tigay se había mudado recientemente a Los Ángeles para comenzar una carrera musical; Rosenthal ya se consagró como integrante de Martini Ranch y como compositor de música electrónica en programas infantiles. Aproximadamente siete años después, Tigay convenció a Rosenthal para que formara su dúo de rap. Con Roy Trakin (Meshuggeh Knight) como su manager, la pareja firmó con Sire Records y Warner Records. Tigay dijo a Los Angeles que «comenzó como una cancelación de impuestos y luego creció como una bola de nieve».
Tigay comentó a The Daily Breeze que el dúo frecuentemente hace comparaciones con 2 Live Jews; pero para él y Rosenthal, el álbum no pretendía ser una parodia del hip hop. Se compararon con los Beastie Boys, otro grupo de rap judío, excepto que Tigay y Rosenthal quisieron tomar ese formato y aplicarlo a temas sobre el judaísmo.

## Estilo
19.99 combina una marca de humor judío de Borscht Belt con música hip hop, a la que los artistas se refieren como "«Hebe-hop». A través del hip-hop, los artistas se involucran en parodias de la masculinidad negra, italiana e hispana, mientras simultáneamente socavan esa parodia con juegos de palabras judíos. «Oh God, Get a Job», por ejemplo, presenta a una de las madres del artista en la canción repitiendo el título a modo de advertencia, así como una versión «punk» de la melodía tradicional judía «Hava Nagila». Otros títulos incluyen «Emmes G», que trata sobre comida china no kosher; «So Sue Me», que contiene las líneas So sue me! / c'mon do me! / My uncle is a partner at Silverman & Clooney! («¡Así que demandame! / ¡Vamos, hazlo! / ¡Mi tío es socio de Silverman & Clooney!»);  y "Kosher Nostra".  Algunas de las referencias hechas en el álbum son bastante oscuras, como una referencia a una línea de galletas Manischewitz ampliamente consideradas de mal gusto.

Todas las canciones escritas y compuestas por Dr. Dreidel and Ice Berg. 
| N.º   | Título                  | Duración |  |
| 1.    | «Messiah Records Theme» | 1:08     |  |
| 2.    | «Emmes G»               | 5:51     |  |
| 3.    | «Psychosemitic»         | 3:13     |  |
| 4.    | «Town Car»              | 3:45     |  |
| 5.    | «Double Dutch Lunch»    | 3:38     |  |
| 6.    | «So Sue Me»             | 2:57     |  |
| 7.    | «Havana Nagillah»       | 3:55     |  |
| 8.    | «Kosher Nostra»         | 3:49     |  |
| 9.    | «Hebro National Anthem» | 1:44     |  |
| 10.   | «Oh God, Get a Job»     | 2:40     |  |
| 11.   | «Viva Oy Vegas»         | 4:17     |  |
| 12.   | «19.99»                 | 1:00     |  |
| 37:57 |                         |          |  |

## Recepción y legado
La recepción de 19.99 fue mixta: a pesar de los deseos de M.O.T. de crear un álbum de hip hop judío serio, los críticos lo trataron en gran medida como un álbum kitsch y satírico pero carente de música. John Carmen de Variety comparó a la banda con 2 Live Jews, elogiando su estilo de humor y bromeando que el dúo estaba haciendo todo lo posible para acabar con el género hip hop. Marc Weisblott de The Village Voice caracterizó el álbum como anticuado y «tonto», incluso para su época, y se refirió a las pistas como ni particularmente emocionantes ni «schnorrers».  Daniel Balasco de The Jewish Journal of Greater Los Angeles caracterizó el álbum como «orgullosamente derivado» de los tropos del hip hop.
Las presentaciones en vivo fueron bien recibidas; John Carmen escribió que la interpretación del álbum por parte de MOT «cansó a Viper Room, lleno de invitados para hacer una hora con su número más pegadizo, 'Havana Nagilah'». En un concierto lleno de asistentes de la industria musical en Canter's Kibitz Room, una tienda de delicatessen judía local, Corey Levitan del Daily Breeze escribió que el dúo los hizo «comportarse de manera poco profesional».
Un artículo en The A.V. Club incluyó a 19.99 como uno de los «álbumes menos esenciales de la década de 1990». A la larga, el álbum resultó ser un fracaso comercial; Tigay dejó el dúo y luego se convirtió en director musical de IKAR.